# نيل ماسكل
نيل ماسكل (بالإنجليزية: Neil Maskell)‏ هو كاتب وممثل بريطاني، ولد في 1976 بلندن في المملكة المتحدة.

## أعمال

### أفلام
- (2007) تكفير[4]
- (2017) المومياء[5]

### مسلسلات
- يوتوبيا

## وصلات خارجية
- نيل ماسكل على موقع IMDb (الإنجليزية)
- نيل ماسكل على موقع ألو سيني (الفرنسية)
- نيل ماسكل على موقع ميوزك برينز (الإنجليزية)
- نيل ماسكل على موقع أول موفي (الإنجليزية)
- نيل ماسكل على موقع قاعدة بيانات الأفلام السويدية (السويدية)
- نيل ماسكل على موقع قاعدة بيانات الفيلم (الإنجليزية)
- نيل ماسكل على موقع كينوبويسك (الروسية)